# Albert Fischer (Sänger)

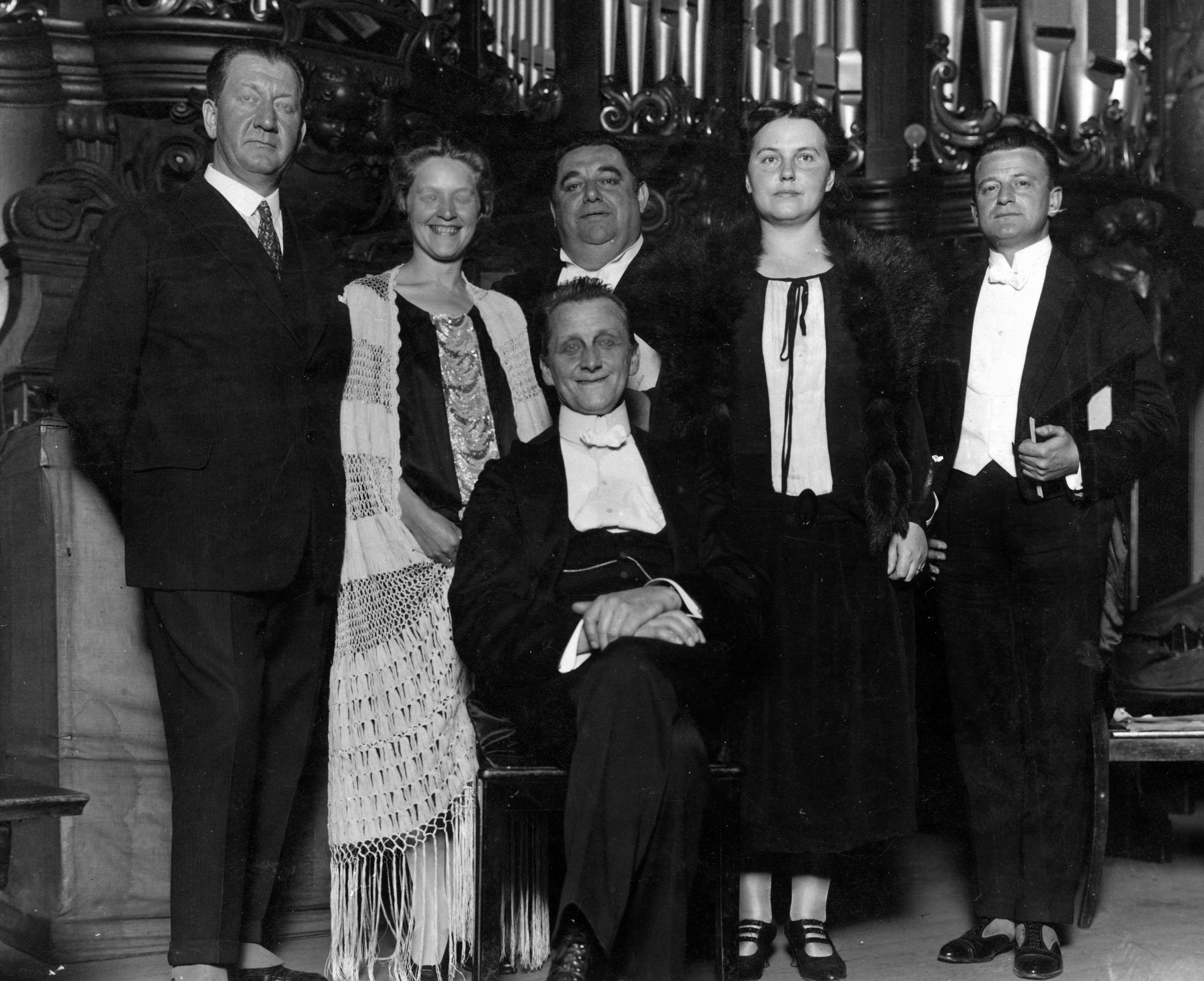
Fischer (stehend, Mitte) mit Bruno Kittel und Mitwirkenden der Aufführung des Judas Maccabaeus, Berlin (16. Oktober 1926)

Albert Fischer (* 26. Juli 1878 in Aue; † 6. Juni 1948) war ein deutscher Opernsänger (Bariton).

## Leben
Albert Louis Fischer wurde am 26. Juli 1878 als Sohn des Fabrikanten Karl Albert Fischer und seiner Ehefrau Sophie Auguste (* 1842), geb. Kunzmann, in Aue/Erzgebirge geboren. Von seinem 6. Lebensjahr an besuchte er die dortige Realschule. Bereits als Vierjähriger erhielt Fischer Klavierunterricht durch seinen Kantor. Im Jahre 1886 wurde er in den Kirchenchor von St. Nicolai aufgenommen. 1893 übernahm er wegen des Todes des bisherigen Dirigenten die Leitung des Militärgesangvereines. Nach Abschluss des Realgymnasiums absolvierte er in Aue eine kaufmännische Lehre.

### Studium
1899 begann er in Dresden am Konservatorium ein Musikstudium. Er studierte bei Professor Jansen Kirchenmusik (Orgelspiel). Nach der Abschlussprüfung im Fach Orgelspiel studierte er Gesang bei Professor Illert. Im April 1901 musste er wegen des Verlustes seines Stipendiums das Studium in Dresden unterbrechen, ein Nebenverdienst reichte nicht zur weiteren Finanzierung seines Dresdner Studiums aus. Im April 1902 siedelte er zu seinem Bruder Louis nach Görlitz um. Hier studierte er bei Musikdirektor Hellwig. 1902 wechselte er zu Professor Heinemann an das Stern’sche Konservatorium nach Berlin, wo er ein Stipendium erhielt. Hier legte er 1903 sein Examen im Fach Gesang ab. Zwei Tage später folgte am Theater des Westens die Prüfung als Bühnensänger.

### Bühnenkarriere
Sein erstes Engagement trat Albert Fischer 1904 als Heldenbariton am Theater in Metz  an. Hier lernte er die Sängerin Helene Heberle (* 1874 Stockstadt am Rhein; † 1943 Berlin) kennen, die er 1906 heiratete. 1909 wurde ihr Sohn Albert geboren.
1907 wurde er von Traugott Ochs, dem Leiter des Fürstlichen Konservatoriums und der Fürstlichen Hofkapelle, nach Sondershausen verpflichtet, wo er sein Debüt als Titelfigur in Wagners Fliegendem Holländer gab. In der Folge wurde er als Oberregisseur am Fürstlichen Theater und als Lehrer für Gesang am Fürstlichen Konservatorium Sondershausen angestellt. Die Familie Fischer bezog eine Wohnung in der Marienstraße, der heutigen August-Bebel-Straße. In Sondershausen unterrichtete er am Konservatorium, und neben seiner Tätigkeit in der Theaterleitung sang er viele Rollen seines Fachs u. a. aus Cavalleria rusticana, Bajazzo, Die Walküre, La traviata, Tannhäuser, Der Freischütz. Er übernahm weiterhin viele Partien in Oratorien. 1908 wurde er zum Kammersänger ernannt, 1911 erhielt er den Titel Professor. Er war damit der seiner Zeit jüngste Professor an einer Musikhochschule in Deutschland.
Am 8. Mai 1912 lernte er in Meiningen Max Reger kennen, der sich im April 1916 auch in Sondershausen aufhielt. Er konzertierte mit dem Thomaner-Chor in Leipzig und 1918 erstmals mit der Berliner Singakademie in Berlin.
1920 wurde er als Lehrer für Gesang an die Hochschule für Musik Berlin berufen und übersiedelte mit der Familie nach Berlin. In der Spielzeit 1923/24 hatte er zusätzlich ein Engagement als Erster Heldenbariton an der Staatsoper Unter den Linden. Hinzu kam ein Lehrauftrag am Stern’schen Konservatorium.
In besonderem Maße widmete sich Fischer der geistlichen Musik von Bach und Händel. Seine Interpretationen machten ihn in Deutschland und auch im Ausland weit bekannt. Er wurde zum gefragten Solisten in vielen Städten. Er sang bei der Aufführung des Händel-Oratoriums Israel in Ägypten in der Mailänder Scala.
1943 verstarb Fischers erste Ehefrau Helene. Im gleichen Jahr heiratete er seine Schülerin und Lebensgefährtin Gerda Dittberner, die ihn, der wegen einer Amputation am Fuß behindert war, bei seinen Konzerten begleitete und unterstützte. 1943 wurde Fischers Haus in der Friedrichsruher Straße 18 in Berlin-Halensee zerstört und das Paar zog nach Bad Lauterberg im Harz. Im August 1944 kam es nach mehr als zwei Jahrzehnten wieder zu einem Konzert Fischers in Sondershausen. Bereits am 2. Februar 1945 konzertierte er wiederum in Sondershausen.
Es sammelte sich bald wieder ein Schülerkreis um Fischer. Im Mai 1945 übernahm er die Leitung des Sondershäuser Kirchenchors. Nach Wiedereröffnung des Sondershäuser Konservatoriums wurde er als Lehrkraft für die Gesangsausbildung dort angestellt. Im Sommer konnte er auch wieder Konzertreisen in Thüringen aufnehmen. Im Juni 1945 übernahm Albert Fischer die Leitung eines Doppelquartetts. Die Hauptaufgabe dieser Vereinigung war die Pflege des deutschen Volksliedes. Das Albert-Fischer-Doppelquartett wurde bald ein Erfolg und später zu einem Chor mit 25 Sängern erweitert. Dieser Chor existiert heute noch unter dem Namen Albert-Fischer-Chorgruppe in Sondershausen.
Daneben gab Fischer weiterhin zahlreiche Konzerte und machte 1947 und 1948 Aufnahmen im Funkhaus Weimar, die erhalten sind. Seinen letzten öffentlichen Auftritt hatte er am 6. Mai 1948 in der Erfurter Predigerkirche, wo er eine Partie in Mendelssohns Elias sang.
Albert Fischer verstarb kurz vor Vollendung des 70. Lebensjahres am 6. Juni 1948. Er wurde auf dem Friedhof in Berlin-Stahnsdorf beerdigt.

## Tondokumente
Solotitel auf Vox (Berlin 1922–23), das Baß-Solo innerhalb der Gesamtaufnahmen der 9. Symphonie von Beethoven aufgenommen 1923 bei Grammophon (Dirigent Bruno Seidler-Winkler) und 1925 bei Parlophon/Odeon (Dirigent Eduard Mörike) sowie „Herr, lehre doch mich, dass es ein Ende mit mir haben muss“ aus dem deutschen Requiem von Brahms (Parlophon/Odeon 1933). Dazu kommen unveröffentlichte Rundfunkaufnahmen.

## Kritiken
In den Kritiken von Konzerten in den Jahren 1942 und 1943 ist zu lesen:
„… Allen voran der Vertreter der Basspartie, Kammersänger Prof. Albert Fischer, Berlin, der mit großer Gestaltungskraft und ganzer Hingabe lebendig und schön sang. Bei ihm ist jedes Wort, jede Phrase aus dem Geiste der Musik und der Dichtung individuell geprägt. Dazu gesellt sich noch eine reiche Erfahrung, die ihn zu unserem erprobtesten und gesuchtesten Oratoriensänger macht.“ – Königsberg (Johannes-Passion)
„… Professor Albert Fischer, ein Händelsänger großen Formats, gab der Basspartie die ihr zukommende überlegende Bedeutung, mächtig strömte seine ausdrucksgefüllte Stimme durch den Raum. Auch den lyrischen Stellen verlieh er bezaubernden Glanz.“ – Frankfurt O. („Der Feldherr“)
„… und endlich A. F., wohl der phänomenalste Darsteller solcher Partien, den man sich denken kann: Man muss die öde Tonlosigkeit seiner Stimme gleich im ersten Rezitativ gehört haben, muss seine Tierarie erlebt haben oder die erschütternde Erstarrung selbst dieser Stimme in der es-moll Partie „Du wendest ab Dein Angesicht“, um ganz zu verstehen, was dieser Sänger aus Noten und ihren Hintergründen macht.“ – Koblenz („Die Schöpfung“)